# Francesco Accorso

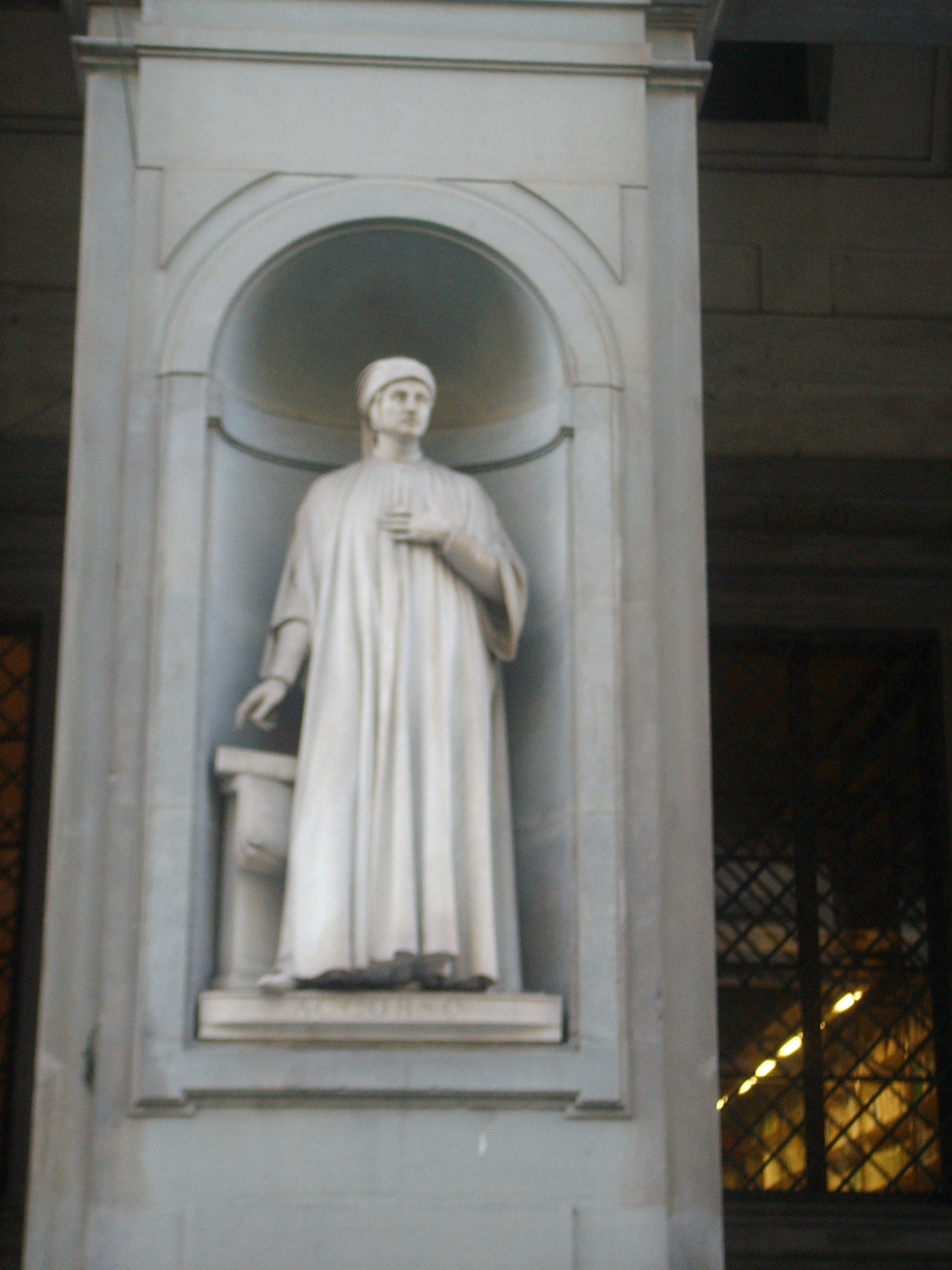
Rzeźba Francesco Accorso w galerii Uffizi we Florencji

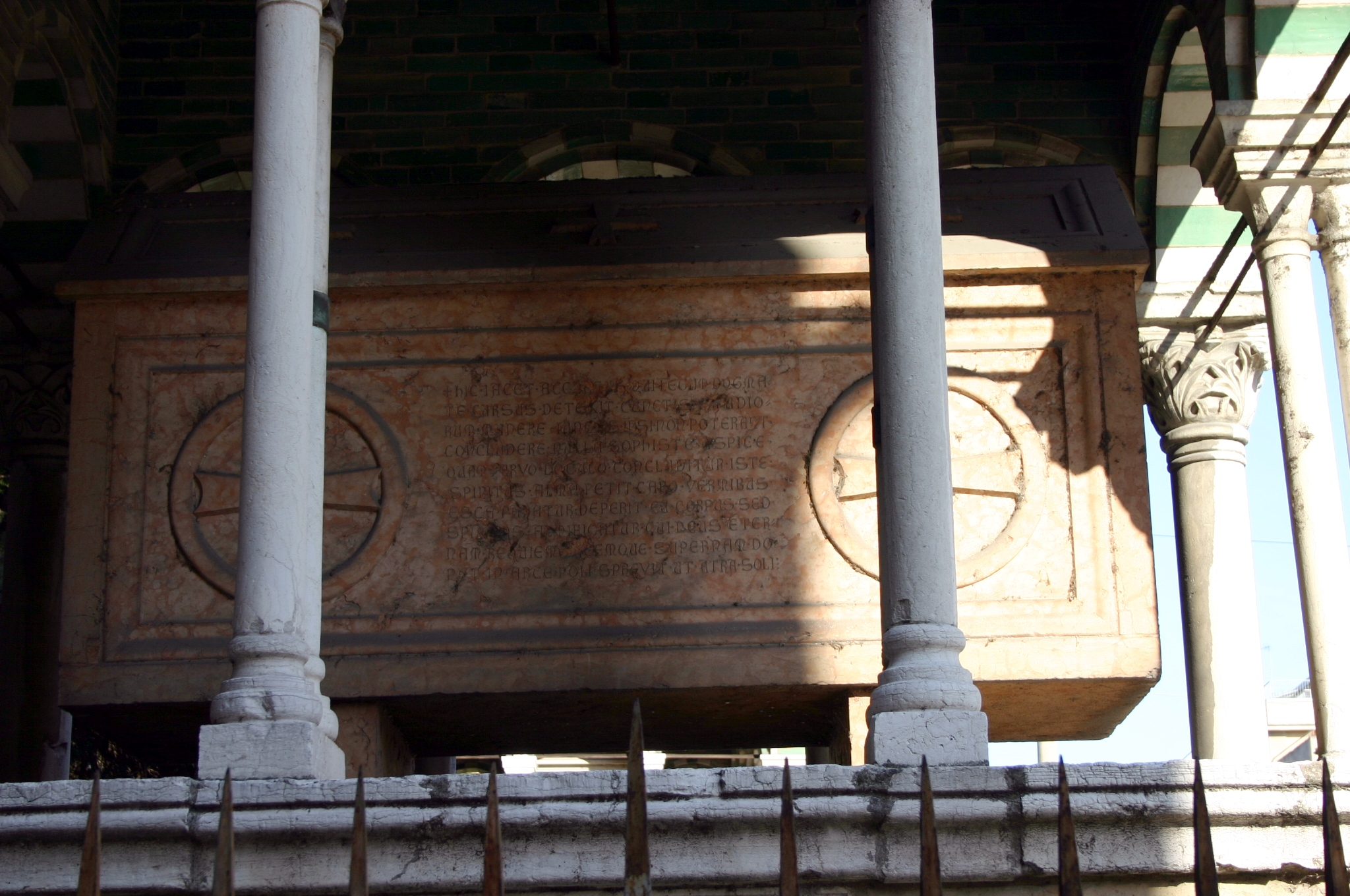
Sarkofag Accorsa i jego syna Francesca w Bolonii.

Franciscus Accursius, wł. Francesco Accorso, Accorso di Bagnolo (ur. 1182, zm. 1260) – włoski prawnik, jeden z najwybitniejszych przedstawicieli szkoły glosatorów i średniowiecznych komentatorów Kodeksu Justyniana – Corpus Iuris Civilis.

## Życiorys
Accorso urodził się we Impruencie pod Florencją około 1182 roku. Był uczniem Azona, studiował prawo w rodzinnym mieście, wkrótce potem mianowany na profesora w Bolonii, gdzie odnosił sukcesy jako wykładowca. Był także zaangażowany w doradztwo prawne. Dwukrotnie żonaty. Z pierwszego małżeństwa miał syna Francesca, z drugiego Cervotta, Guglielma i Corsina. Trzej najstarsi synowie także byli jurystami.
Zmarł w Bolonii około 1260 roku.

## Glossa ordinaria
Accorso zebrał i uporządkował wiele glos do Kodeksu Justyniana. Dzieło to nazywano Glossa ordinaria (1228) lub magistralis – Wielka Glosa czy Glossa Accursiana.
Istnieje legenda, według której Francesco Accorso w trakcie swych prac glosatorskich usłyszał o podobnej inicjatywie innego prawnika bolońskiego, Odofreda. Upozorował więc niedyspozycję, przerwał uniwersytecką działalność i odizolował się do czasu, aż w największym pośpiechu nie dokończył dzieła.
W drugiej połowie XIII wieku, Glossa ordinaria stała się wstępem do każdej egzegezy Corpus Iuris Civilis i w niektórych jurysdykcjach zyskała moc prawną. "Znaczenie Glossa ordinaria polega na gruntownym omówieniu prawa cywilnego, w którym Accorso nie tylko wypunktował problematyczne zagadnienia, lecz także – w odróżnieniu od poprzedników – zaproponował dla nich rozwiązania.
Najnowsze badania dowodzą, że Francesco Accorso w swoim dziele opracował blisko 100 tysięcy glos. Najlepsze wydanie Glossa ordinaria w opracowaniu Denisa Godefroy (1540 – 1621), opublikowane w Lyonie w 1589 roku, składało się aż z sześciu tomów.
Glossa ordinaria zyskała tak wielki autorytet, że Accorso został rychło obwołany największym glosatorem i bożyszczem jurystów; jednak następne pokolenia zwracały mniej uwagi na jego zasługi. Ostatecznie szesnastowieczni humaniści, m.in. Rabelais w Gargantui i Pantagruelu, krytycznie polemizowali z glosami Accorsa.
Zdobyła uznanie także w sądownictwie, czego wyrazem było związane z jego dziełem powiedzenie: "Quidquid non agnoscit Glossa, non agnoscit curia", ("Czego nie zna glosa, tego nie zna sąd").